# Ekran (televisiestudio)
Ekran (Russisch: Творческое объединение «Экран») was een Sovjet/Russische televisiestudio. Het produceerde televisiefilms, miniseries en tekenfilms. Ekran werd opgericht in 1968 en ging in 1994 in de Televisie- en radio-omroep van geheel Rusland op.